# 타슈켄트 증권거래소
타슈켄트 증권거래소(우즈베크어: Toshkent respublika fond birjasi, 영어: Tashkent Stock Exchange)는 우즈베키스탄 타슈켄트에 소재한 증권거래소이다. 1994년 4월 8일에 설립되었다.